# 佐藤有里香
佐藤 有里香（さとう ゆりか、1995年8月23日 - ）は、テレビ西日本（TNC）のアナウンサー。

## 経歴
宮城県仙台市出身。宮城県泉高等学校在学時は新体操部に在籍。なお中学生時代は剣道に打ち込んでいた。
大学受験に失敗して1年浪人を経験。19歳の時に都内の大学へ進学するも、『憧れの明治大学へ入学したい』という熱い想いから編入学試験を受けることを決意。必死に勉強を重ねた結果、大学2年次に明治大学情報コミュニケーション学部に編入学した。
明治大学時代にはフットサルサークルのマネージャーを務める傍ら、アナウンススクール・テレビ朝日アスクに通い、学生キャスターとしてBS朝日の『News Access』やインターネット放送の『ABEMA NEWS』などに出演した経歴を持つ。
2019年、明治大学卒業後の4月に福岡県へ移住し、テレビ西日本にアナウンサーとして入社。入社翌日には『ももち浜ストア』のお天気中継で早速デビューした。
2021年より小倉競馬場での中央競馬開催の際に中継放送される『KEIBA BEAT』の番組キャスターに起用された。
2025年4月からは、約5年ぶりに『ももち浜ストア』に復帰し、毎週金曜日の中継リポーターを担当している。

## 人物
- 趣味のスポーツ観戦は、野球と競馬がメイン。野球は故郷の仙台をホームとする東北楽天ゴールデンイーグルスのファンである[2]。
- 大学時代からの競馬ファンでもあり、競馬場へ行き、第1レースから最終レースまで1日中滞在して勝馬投票券を購入するほど熱中する[2]。そんな競馬マニアぶりが買われてか、同局の『KEIBA BEAT』（西日本）[注 1]司会を2021年1月より担当。
- 競馬のみならず酒好きでもあり、「酒とギャンブルをこよなく愛する」との肩書きのもと、2023年12月にテレビ西日本運営のYouTubeチャンネル「佐藤アナの大酒記」を開設。自腹で馬券や（ボートレースの）舟券を購入する様子や、酒場巡りをする様子を毎週発信。世間一般の「女子アナ」のイメージとはかけ離れた素の自分を公開し話題となっている[6]。
  - 「大酒記」の企画で2024年12月22日に行われた第69回有馬記念の馬券を小倉競馬場で購入したところ、単勝（レガレイラ）・複勝（レガレイラ、シャフリヤール）・三連単（レガレイラ1頭軸マルチ）を全て的中させ、100万円を超えた“帯封”の払い戻しを受けるという快挙を達成[7]。この様子は『佐藤アナの大酒記～有馬記念でとんでもねぇ1年の総決算だSP～』のタイトルで2024年12月30日0:05（29日深夜）からTNCで地上波放映された[8]（YouTubeライブで同時配信を実施）。
- フジテレビジョンアナウンサーの藤本万梨乃とは学生時代からの親友である[9]。

## 担当番組
- KEIBA BEAT - 小倉競馬中継キャスター
- 福岡NEWSファイル CUBE - スポーツコーナーを隔週で担当。土曜日にホークス戦中継がある際はPayPayドームから出演の場合あり。
- ももち浜ストア
  - 水曜 - 金曜中継リポーター（2019年4月 - 2020年3月）
  - 金曜中継リポーター（2025年4月 - ）
- 月刊TNC批評 - 進行
- スポットニュース - 主に金曜日を除く平日昼の時間帯を担当。
- Hawks BASEBALL LIVE（福岡ソフトバンクホークス戦） - ベンチリポーター､勝利監督インタビュー担当
- 生放送てんじんNOW! - スタジオ進行担当[10]